# سیارک ۱۲۲۳۷
سیارک ۱۲۲۳۷ (به انگلیسی: 12237 Coughlin، نامگذاری:1987HE) دوازده هزار و دویست و سی و هفتمین سیارک کشف شده‌است که در ۲۳ آوریل ۱۹۸۷ کشف شد.
قدر مطلق سیارک برابر ۱۳٫۹۰ است.